# Campeonato Sudamericano Sub-16 del 2000
El Campeonato Sudamericano Sub-16 del 2000 fue la primera edición de este torneo juvenil. Se desarrolló en la ciudad de Cañete en Chile, durante el mes de febrero del año 2000. La sede principal fue el Estadio fiscal de la ciudad histórica.

## Participantes
En este torneo participaron 8 selecciones amateur de Latinoamérica.
| - Argentina - Bolivia - Brasil - Chile |  | - Colombia - Ecuador - Paraguay - Uruguay |

## Sede
| Ciudad | Estadio                  | Capacidad    |
| ------ | ------------------------ | ------------ |
| Cañete | Estadio Fiscal de Cañete | 5.000 aprox. |

## Primera fase
En este torneo participaron 8 selecciones amateur de Latinoamérica, dividiéndose en dos grupos de 4 equipos cada uno. A la segunda fase clasifican los tres primeros de cada grupo.

### Grupo A
| Equipo   | Pts | PJ | PG | PE | PP | GF | GC | DG |
| -------- | --- | -- | -- | -- | -- | -- | -- | -- |
| Colombia | 7   | 3  | 2  | 1  | 0  | 3  | 0  | 3  |
| Bolivia  | 6   | 3  | 2  | 0  | 1  | 6  | 4  | 2  |
| Chile    | 4   | 3  | 1  | 1  | 1  | 4  | 2  | 2  |
| Uruguay  | 0   | 3  | 0  | 0  | 3  | 3  | 10 | -7 |

| 12 de febrero de 2000, 20:00 | Bolivia | 0:2 | Colombia                                | Estadio Fiscal de Cañete, Cañete      |                                       |
|                              |         |     | Erwinson Rivera 44' Uberman Cabezas 51' | Asistencia: 4.000 aprox. espectadores | Asistencia: 4.000 aprox. espectadores |

| 12 de febrero de 2000, 22:00 | Chile                                                                      | 4:1 | Uruguay              | Estadio Fiscal de Cañete, Cañete      |                                       |
|                              | Fernando Torres 20' Gabriel Vargas 28' Álvaro Véjar 30' Gabriel Vargas 68' |     | Gerardo Ameijenda 8' | Asistencia: 5.200 aprox. espectadores | Asistencia: 5.200 aprox. espectadores |

| 14 de febrero de 2000, 20:00 | Uruguay                                | 2:5 | Bolivia                                                                                     | Estadio Fiscal de Cañete, Cañete      |                                       |
|                              | Milson Negri 1' Maximiliano Borges 69' |     | Pablo Castro 13' Yuri Villaroel 18' Pablo Castro 47' Óscar Sánchez 50' Sergio Fernández 67' | Asistencia: 1.000 aprox. espectadores | Asistencia: 1.000 aprox. espectadores |

| 14 de febrero de 2000, 22:00 | Chile | 0:0 | Colombia | Estadio Fiscal de Cañete, Cañete |  |
|                              |       |     |          | Asistencia: 3.158 espectadores   |  |

| 16 de febrero de 2000, 20:00 | Colombia            | 1:0 | Uruguay | Estadio Fiscal de Cañete, Cañete |  |
|                              | Uberman Cabezas 21' |     |         |                                  |  |

| 16 de febrero de 2000, 22:00 | Chile | 0:1 | Bolivia                 | Estadio Fiscal de Cañete, Cañete      |                                       |
|                              |       |     | Luis Alberto Méndez 70' | Asistencia: 2.000 aprox. espectadores | Asistencia: 2.000 aprox. espectadores |

### Grupo B
| Equipo    | Pts | PJ | PG | PE | PP | GF | GC | DG |
| --------- | --- | -- | -- | -- | -- | -- | -- | -- |
| Paraguay  | 9   | 3  | 3  | 0  | 0  | 8  | 2  | 6  |
| Argentina | 6   | 3  | 2  | 0  | 1  | 5  | 2  | 3  |
| Brasil    | 3   | 3  | 1  | 0  | 2  | 3  | 3  | 0  |
| Ecuador   | 0   | 3  | 0  | 0  | 3  | 0  | 9  | -9 |

| 13 de febrero de 2000, 20:00 | Paraguay | 2:1 | Argentina | Estadio Fiscal de Cañete, Cañete |  |

| 13 de febrero de 2000, 22:00 | Brasil | 2:0 | Ecuador | Estadio Fiscal de Cañete, Cañete |  |

| 15 de febrero de 2000, 20:00 | Ecuador | 0:3 | Argentina | Estadio Fiscal de Cañete, Cañete |  |

| 15 de febrero de 2000, 22:00 | Brasil | 1:2 | Paraguay | Estadio Fiscal de Cañete, Cañete |  |

| 17 de febrero de 2000, 20:00 | Paraguay                                                                 | 4:0 | Ecuador | Estadio Fiscal de Cañete, Cañete    |                                     |
|                              | Blas López 1' Derlis Florentín 3' Blas López 19' Millner Ríos Agüero 68' |     |         | Asistencia: 600 aprox. espectadores | Asistencia: 600 aprox. espectadores |

| 17 de febrero de 2000, 22:00 | Argentina            | 1:0 | Brasil | Estadio Fiscal de Cañete, Cañete |  |
|                              | Roberto Fernández 5' |     |        |                                  |  |

## Segunda Fase
La Segunda Fase consistió de una reformulación de los grupos, dando pase a semifinales a los dos primeros de cada grupo sorteado.

### Grupo A
| Equipo    | Pts | PJ | PG | PE | PP | GF | GC | DG |
| --------- | --- | -- | -- | -- | -- | -- | -- | -- |
| Argentina | 3   | 2  | 1  | 0  | 1  | 3  | 2  | 1  |
| Colombia  | 3   | 2  | 1  | 0  | 1  | 3  | 3  | 0  |
| Brasil    | 3   | 2  | 1  | 0  | 1  | 1  | 2  | -1 |

| 19 de febrero de 2000, 20:00 | Colombia | 1:3 | Argentina | Estadio Fiscal de Cañete, Cañete |  |

| 21 de febrero de 2000, 20:00 | Colombia | 2:0 | Brasil | Estadio Fiscal de Cañete, Cañete |  |

| 22 de febrero de 2000, 22:00 | Argentina | 0:1 | Brasil | Estadio Fiscal de Cañete, Cañete |  |

### Grupo B
| Equipo   | Pts | PJ | PG | PE | PP | GF | GC | DG |
| -------- | --- | -- | -- | -- | -- | -- | -- | -- |
| Chile    | 6   | 2  | 2  | 0  | 0  | 7  | 3  | 4  |
| Bolivia  | 3   | 2  | 1  | 0  | 1  | 4  | 4  | 0  |
| Paraguay | 0   | 2  | 0  | 0  | 2  | 2  | 6  | -4 |

| 19 de febrero de 2000, 22:00 | Paraguay | 1:2 | Bolivia | Estadio Fiscal de Cañete, Cañete |  |

| 20 de febrero de 2000, 22:00 | Paraguay | 1:4 | Chile | Estadio Fiscal de Cañete, Cañete |  |

| 22 de febrero de 2000, 22:00 | Chile | 3:2 | Bolivia | Estadio Fiscal de Cañete, Cañete |  |

## Semifinales
| 24 de febrero de 2000, 20:00 | Argentina | 3:0 | Bolivia | Estadio Fiscal de Cañete, Cañete |  |

| 24 de febrero de 2000, 22:00 | Chile | 2:3 | Colombia | Estadio Fiscal de Cañete, Cañete |  |

## Tercer y Cuarto Lugar
| 26 de febrero de 2000, 20:00 | Chile | 3:3 | Bolivia | Estadio Fiscal de Cañete, Cañete |  |

| Definición por penales |  |     |
|                        |  | 4:5 |

## Final
| 26 de febrero de 2000, 22:00 | Argentina | 2:1 | Colombia | Estadio Fiscal de Cañete, Cañete |  |

## Goleadores
| Jugador                | Selección | Goles |
| ---------------------- | --------- | ----- |
| Gabriel Vargas         | Chile     | 5     |
| Blas López             | Paraguay  | 5     |
| Gonzalo Cairo          | Argentina | 4     |
| Pablo Castro           | Bolivia   | 4     |
| Óscar Sánchez          | Bolivia   | 4     |
| Álvaro Véjar           | Chile     | 3     |
| Ángel Jara             | Chile     | 3     |
| Carlos Godoy           | Argentina | 3     |
| Uberman Cabezas        | Colombia  | 3     |
| Lucas Palma            | Chile     | 2     |
| Luciano Gigena         | Argentina | 2     |
| Kal                    | Brasil    | 2     |
| Heriberto Velandia     | Colombia  | 2     |
| Carlos Lara            | Colombia  | 2     |
| Derlis Florentín       | Paraguay  | 2     |
| Claudio Porporato      | Argentina | 1     |
| Juan Cruz Gill         | Argentina | 1     |
| Roberto Fernández      | Argentina | 1     |
| Nicolás Bustos         | Argentina | 1     |
| Sergio Fernández       | Bolivia   | 1     |
| Yuri Villarroel        | Bolivia   | 1     |
| Marco Orías            | Bolivia   | 1     |
| Luis Méndez            | Bolivia   | 1     |
| Juan Carlos Melgar     | Bolivia   | 1     |
| Rodrigo Rocha          | Brasil    | 1     |
| Alexandre              | Brasil    | 1     |
| Erwinson Rivera        | Colombia  | 1     |
| Macnelly Torres        | Colombia  | 1     |
| Evert Salas            | Colombia  | 1     |
| Fernando Torres        | Chile     | 1     |
| Albert Acevedo         | Chile     | 1     |
| Víctor Concha Gallardo | Chile     | 1     |
| Aldo Marín             | Paraguay  | 1     |
| Millner Ríos           | Paraguay  | 1     |
| Heber Villalba         | Paraguay  | 1     |
| Gerardo Ameijenda      | Uruguay   | 1     |
| Milson Negri           | Uruguay   | 1     |
| Maximiliano Borges     | Uruguay   | 1     |